# Optologie
Optologie is de psychologie van het zien.
In de optologie onderzoekt men het kijkgedrag. Aan de hand van dit kijkgedrag kunnen oogoefeningen gegeven worden of brillen voorgeschreven worden om het kijkgedrag in balans te brengen. Hierdoor kunnen optische oogproblemen voorkomen of ook verbeterd worden.
Het kijkgedrag of visueel gedrag wordt ook in verband gebracht met de levenshouding van de patiënt. Men kijkt zoals men is, is een stelling uit de optologie, ook soms visual mindfulness genoemd.
Men oefent er onder andere de oogbewegingen. Oogbewegingen ontspannen de spieren, volgens dr. W. Bates. Verder wordt het vermogen om de ogen scherp te stellen op ver- en nabijafstand geoefend. Ook wordt gewerkt aan een goede samenwerking tussen de beide ogen. Dit bevordert dan ook het dieptezicht. Heel wat visuele concentratieoefeningen, oog-handcoördinatieoefeningen, visuo-motorische oefeningen ... Optologie is dan ook heel bruikbaar voor hen die moeilijkheden ondervinden met de concentratie.